# Roger Hallam
Julian Roger Hallam, född 4 maj 1966 i Storbritannien, är en walesisk miljöaktivist, medgrundare av Extinction Rebellion och den kooperativa organisationen Radical Routes.
Hallam drev tidigare ett ekologiskt jordbruk på en 10 hektar stor gård nära Llandeilo i södra Wales. Han har beskrivit hur en serie extrema väderhändelser förstörde hans jordbruk. Sedan dess har han studerat social förändring genom civil olydnad och radikala rörelser vid King's College i London.
Tillsammans med Gail Bradbrook grundade han Extinction Rebellion den 31 oktober 2018, genom en massaktion i London.
I en artikel i the Guardian 1 maj 2019 förklarar Hallam principerna bakom Extinction Rebellion, och nämner Gandhi och Martin Luther King som förebilder.
I en intervju med tidningen Die Zeit den 20 november 2019 jämförde Hallam Förintelsen med den kommande massdöd som väntar människor på jorden om inte klimatförändringarna stoppas. Detta ledde till att han anklagades för antisemitism av bland andra den tyska grenen av Extinction Rebellion. Hallam har senare bett om ursäkt för uttalandena.
Hallam har skrivit boken Common Sense For The 21st Century: Only Nonviolent Rebellion Can Now Stop Climate Breakdown and Social Collapse, som sammanfattar strategin bakom Extinction Rebellion.